# Motiv 3 Pro-Cycling Team
Motiv 3 Pro-Cycling Team is een voormalige wielerploeg die een Noorse licentie had. De ploeg bestond 2012-2014, en reed in de continentale circuits van de UCI. Gunnar Hakenrud was de manager van de ploeg.

## Seizoen 2014

### Transfers
| Inkomend                 | Team 2013             | Uitgaand        | Team 2014             |
| ------------------------ | --------------------- | --------------- | --------------------- |
| Audun Brekke Fløtten     | Joker Merida          | Magnus Børresen | Team Øster Hus-Ridley |
| Christer Jensen          | Joker Merida          | Krister Hagen   | Team Øster Hus-Ridley |
| Anders Kristoffersen     | Ringeriks-Kraft Look  |                 |                       |
| Frans-Leonard Markaskard | Team Øster Hus-Ridley |                 |                       |
| Vegard Nyhus             | Geen                  |                 |                       |
| Jonas Abrahmsen          | Neo                   |                 |                       |
| Sievert Fandrem          | Neo                   |                 |                       |
| Sverre Sokgan Fredriksen | Neo                   |                 |                       |
| Andres Lie Hakenrund     | Neo                   |                 |                       |
| Njål Kleiven             | Neo                   |                 |                       |
| Åsmund Romstad Løvik     | Neo                   |                 |                       |
| Nikolai Lunder           | Neo                   |                 |                       |
| Sondre Lindsted-hurum    | Neo                   |                 |                       |

## Seizoen 2013

### Mannschaft
| Naam                                 | Geboortedatum     | Nationaliteit | Ploeg 2012    |
| ------------------------------------ | ----------------- | ------------- | ------------- |
| Niklas Åkvik                         | 31 maart 1989     | Noorwegen     | Plussbank-BMC |
| Jon Einar Bergsland                  | 24 augustus 1981  | Noorwegen     |               |
| Magnus Børresen                      | 18 september 1988 | Noorwegen     |               |
| Kristian Forbord (tot 1 augustus)    | 30 juni 1988      | Noorwegen     |               |
| Marius Ness Haave (vanaf 1 augustus) | 18 februari 1986  | Noorwegen     | Neo           |
| Krister Hagen                        | 12 januari 1989   | Noorwegen     |               |
| Christian Hannestad                  | 2 maart 1992      | Noorwegen     |               |
| Phan Åge Haugård                     | 13 mei 1992       | Noorwegen     |               |
| Sondre Moen Hurum                    | 2 december 1988   | Noorwegen     |               |
| Øystein Stake Laengen                | 7 februari 1989   | Noorwegen     | Plussbank-BMC |
| Andreas Landa                        | 24 april 1988     | Noorwegen     |               |

## Noot
1. ↑  Slutt for norsk sykkellag , Procycling.no, 5 augustus 2014.(no)